# Caeroplastes porphyrivagus
Caeroplastes porphyrivagus är en kräftdjursart som beskrevs av Karl Wilhelm Verhoeff 1918. Caeroplastes porphyrivagus ingår i släktet Caeroplastes och familjen Porcellionidae. Inga underarter finns listade i Catalogue of Life.